# Vanishing Point (álbum)
Vanishing Point salió a la venta en el año 1997 siendo el quinto disco de Primal Scream. El título del disco está inspirado en la película del mismo nombre de 1971, y sobre todo la canción kowalski. Vanishing Point reúne estilos como el dub, ambient, dance, rock, y otros. Para este disco incorporaron el que fuera bajista de The Stone Roses, Gary 'Mani' Mounfield.

## Listado de canciones
1. "Burning Wheel" – 7:06
2. "Get Duffy" – 4:09
3. "Kowalski" – 5:50 (Gillespie/Innes/Young/Duffy/Mounfield)
4. "Star" – 4:24
5. "If They Move, Kill 'Em" – 3:01
6. "Out of the Void" – 3:59
7. "Stuka" – 5:36
8. "Medication" – 3:52
9. "Motörhead" – 3:38 (Kilmister)
10. "Trainspotting" – 8:07
11. "Long Life" – 3:49

Todas las canciones escritas por Gillespie/Innes/Young/Duffy.
- Datos: Q1066394